# Meunasah Keupula
Meunasah Keupula is een bestuurslaag in het regentschap Bireuen van de provincie Atjeh, Indonesië. Meunasah Keupula telt 506 inwoners (volkstelling 2010).